# Fabián Basualdo
Fabián Armando Basualdo (ur. 26 lutego 1964 w Rosario) – argentyński piłkarz, grający na pozycji obrońcy.

## Kariera klubowa
Fabián Basualdo rozpoczął karierę w 1982 roku w pierwszoligowym Newell’s Old Boys. Z Newell’s Old Boys Basualdo wywalczył z nim mistrzostwo Argentyny w 1988. Kolejnym jego klubem był Club Atlético River Plate, gdzie grał przez pięć lat. Z River Plate trzykrotnie zdobył mistrzostwo Argentyny: 1990, Apertura 1991 i Apertura 1993.
W 1993 powrócił do Newell’s Old Boys i występował w nim do 1996 roku. W ostatnich latach kariery występował w Godoy Cruz Antonio Tomba, Almirante Brown Buenos Aires i CA Platense, w którym pożegnał się z futbolem w 2000 roku.

## Kariera reprezentacyjna
W latach 1991–1993 Basualdo grał dla reprezentacji Argentyny. W 1991 roku wystąpił w turnieju Copa América, który Argentyna wygrała. Na turnieju w Chile asualdo wystąpił w sześciu meczach z Wenezuelą, Chile, Paragwajem, Brazylią, Chile i Kolumbią. W 1992 roku wystąpił w pierwszej edycji Pucharu Konfederacji, który zakończył się tryumfem Argentyny. Na turnieju w Rijadzie wystąpił w obu meczach z Wybrzeżem Kości Słoniowej (bramka) oraz Arabią Saudyjską. Rok później uczestniczył w Copa América 1993, który Argentyna wygrała. Na turnieju w Ekwadorze wystąpił w pięciu meczach z Meksykiem, Kolumbią, Brazylią, ponownie z Kolumbią oraz finale z Meksykiem. Ogółem w latach 1991–1993 wystąpił w barwach albicelestes w 29 meczach.